# 亞瑟·馬修·韋爾德·唐寧
亞瑟·馬修·韋爾德·唐寧 FRAS（1850年4月13日—1917年12月18日）是一名愛爾蘭數學家和天文學家。唐寧對天文學的主要貢獻在於計算天體的位置和運動，他也是英國天文學會的創始人。

## 早年生活和教育
唐寧於1850年4月13日出生於卡洛郡，是亞瑟·馬修·唐寧（Arthur Matthew Downing）和瑪麗·韋爾德（Mary Weld）的小兒子。他曾就讀於都柏林拉斯法納姆附近的納特格羅夫學校，師從菲利普·瓊斯（Philip Jones）。1866 年，他進入都柏林三一學院就讀，並獲得理科獎學金。唐寧隨後於1881年獲得碩士學位，並於1893年獲得榮譽科學博士學位。

## 職業生涯
1873年1月17日，他成為格林威治皇家天文台的助理。他先負責手稿和圖書館，然後是時間部門，最後是圓週計算部門。他的研究領域之一是高度座標系或地平坐標系，同時也是過境圈和高度座標系的四位觀測者之一。1875年，唐寧當選為英國皇家天文學會研究員，發表了75篇論文，主要涉及糾正星表中的錯誤和天體運動的計算。在一篇論文中，他與喬治·約翰斯通·斯托尼合作研究獅子座流星雨的擾動，預測並解釋1899年流星雨的稀疏性。
1891年至1910年退休前，他一直擔任英國皇家航海年鑑辦事處主任。1896年6月，他獲選為英國皇家學會院士。他與美國同行西蒙·紐康合作建立了國際天文常數標準。
唐寧是英國天文學會的創始人之一，也是該學會早期熱情的支持者。透過這項工作，他為業餘天文學提供了重要支持，先後擔任該協會副主席（1890年—1891年）和主席（1892年—1894年）。他也曾擔任皇家天文學會的秘書（1889年—1892年）和副會長（1893年—1895年）。
唐寧與艾倫·簡·唐寧（Ellen Jane Downing）結婚，育有一女。1917年12月8日，唐寧因心臟病猝死在布魯姆斯伯里新牛津街30號的家中。他於1917年12月13日在戈爾德斯格林火葬場火化。

## 外部連結
- The Royal Observatory Greenwich biography of Downing （页面存档备份，存于）